# Sucrerie Redpath

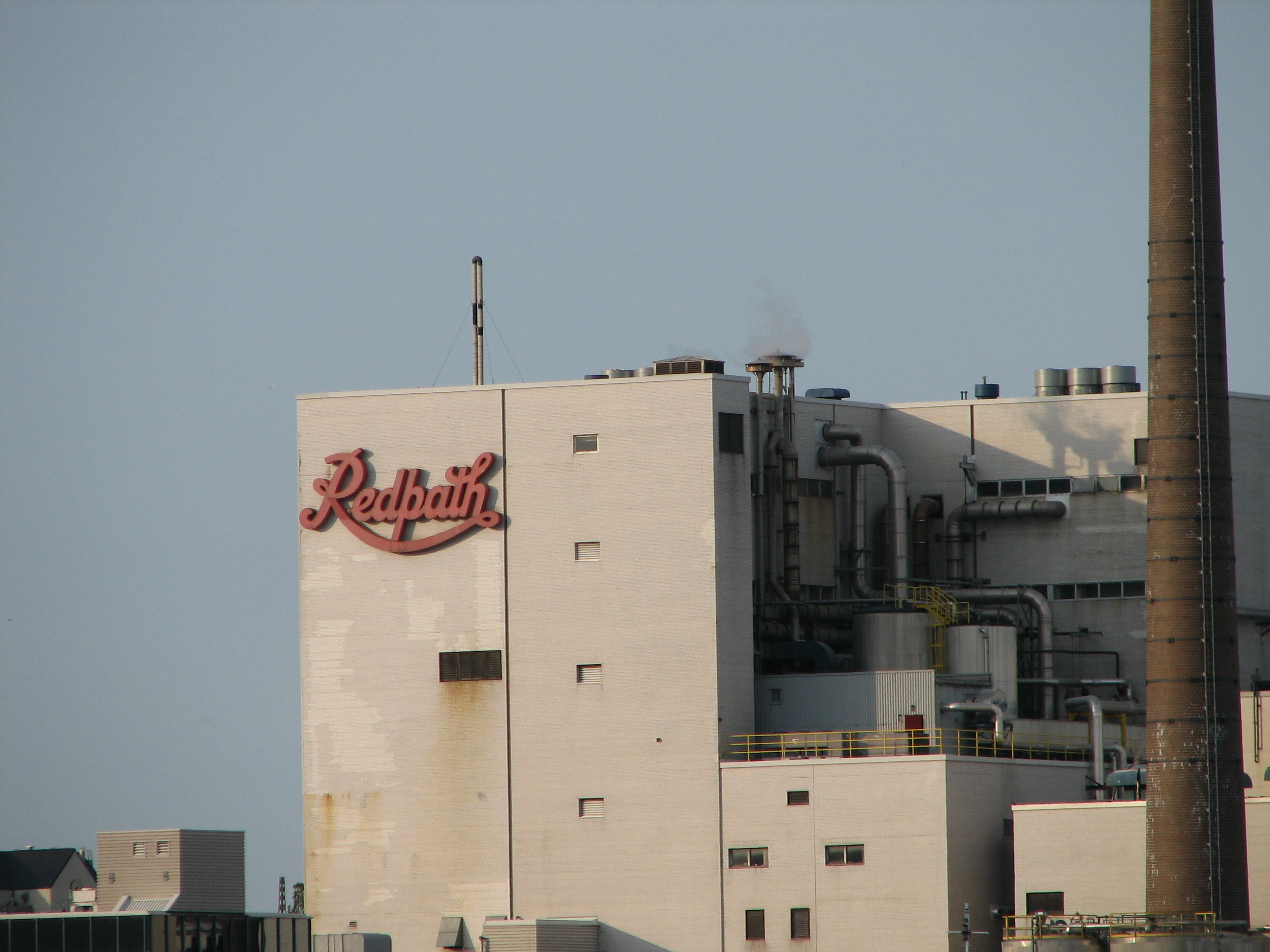
La sucrerie Redpath à Toronto

La sucrerie Redpath est une raffinerie de sucre fondée sous le nom de Canada Sugar Refining Co. par John Redpath à Montréal en 1854.

## Histoire
En 1930, la compagnie s'est jointe à la Dominion Sugar Refining Company de Chatham-Kent, en Ontario pour former la Canada & Dominion Sugar. Elle a été acquise par la britannique Tate & Lyle en 1959. La filiale canadienne devient la Redpath Industries Ltd. en 1973. Les activités de production de sucre de Tate & Lyle, dont la filiale Redpath, ont été acquises à leur tour par l'américaine American Sugar Refining en 2007.
Une usine moderne a été ouverte à Toronto en 1958, pendant la construction de la Voie maritime du Saint-Laurent. L'usine de Montréal a été fermée en 1980.